# Lâu đài Barciany
Lâu đài ở Barciany - một lâu đài Teutonic từ thế kỷ 14 theo phong cách kiến trúc Gô tích, nằm ở ngôi làng Barciany thuộc quận Kętrzyn thuộc vùng Voianodurip của Warmian-Masurian.
Vào thế kỷ thứ XIV, Barciany (tên cũ trong lịch sử: Barty, Borty, Barten, Barthen) nằm trong kiểu kiến trúc Teutonic của Bartenland.

## Lịch sử
Lâu đài được xây dựng trên địa điểm của một lâu đài Phổ hiện có, đã bị chinh phục bởi dân tộc Giéc manh. Lâu đài đã bị người Phổ phá hủy vào năm 1320. Với việc sử dụng gỗ, thành trì Barciańska được xây dựng lại vào năm 1325 . Vào cuối thế kỷ thứ XIV, Grand Master Winrich von Kniprode  đã đưa ra quyết định trích xuất một chỉ huy mới. Lâu đài nằm trên một ngọn đồi nhỏ được bao quanh bởi đầm lầy Liwny (tên cũ của lịch sử: Liebe).
Việc xây dựng một lâu đài bằng gạch được thực hiện trong những năm 1377-1390 , nhưng các tòa tháp chưa được xây dựng. Nó được bao quanh bởi các công trình bên ngoài và một con hào. Đằng sau con hào ở phía đông là một khoang kinh tế.
Đến năm 1400, các bức tường được xây dựng trên một mặt bằng hình chữ nhật với kích thước 55x58 và cánh phía đông với một cổng vào. Sau đó, một cánh phía bắc ba tầng đã được thêm vào. Vào đầu thế kỷ thứ XV, một tòa tháp tròn nhỏ đã được thêm vào ở góc đông bắc. Sau khi trật tự hóa, lâu đài là trụ sở của quản trị viên của bất động sản địa phương. Trong thời kỳ này, một vựa lúa được xây dựng ở bức tường phía tây.
Từ thế kỷ 19, lâu đài vẫn nằm trong tay tư nhân cho đến năm 1945. Sau chiến tranh, đó là trụ sở của PGR địa phương. Có văn phòng và kho hàng ở đây.
Sau đó, nó đã được mua bởi một nhà đầu tư tư nhân đang có kế hoạch biến nó trở thành khách sạn. Tuy nhiên, công việc bắt đầu đã bị gián đoạn và bây giờ không có gì xảy ra. Lâu đài là một vật kín. Hiện tại, lâu đài Barcian đã được bảo tồn trong tình trạng tốt và không có tháp cao là một ví dụ về những thay đổi trong kiến trúc quân sự Teutonic.